# Eletrólise de Kolbe
Elétrólise de Kolbe ou reação de Kolbe é uma reação orgânica nomeada em relação a Hermann Kolbe. A reação de Kolbe é formalmente uma dimerização decarboxilativa e ocorre por um mecanismo de reação de radicais. Genericamente, a reação pode ser observada como:
 R1COO− + R2COO−  → R1-R2 + 2 CO2
Se R1, R2 são diferentes, então alcanos R1-R1 e R2-R2 são também formados.
Como um exemplo, a eletrólise de ácido acético rende etano e dióxido de carbono:
CH3COOH → CH3COO− → CH3COO· → CH3· + CO2 
2CH3· → CH3CH3 
Outro exemplo é a síntese de 2,7-dimetil-2,7-dinitrooctano de  ácido 4-metil-4-nitrovalérico: